# آندریا پرلاینوویچ
آندریا پرلاینوویچ (سیریلیک صربی: Андрија Прлаиновић؛ زادهٔ ۲۸ آوریل ۱۹۸۷) بازیکن واترپلو اهل صربستان است.